# Cataplectica afghanistanella
Cataplectica afghanistanella är en fjärilsart som beskrevs av Reinhardt Gaedike 1971. Cataplectica afghanistanella ingår i släktet Cataplectica och familjen skärmmalar. Inga underarter finns listade i Catalogue of Life.